# Wonmi-gu
Wonmi-gu es un distrito de la ciudad de Bucheon en Gyeonggi, Corea del Sur.

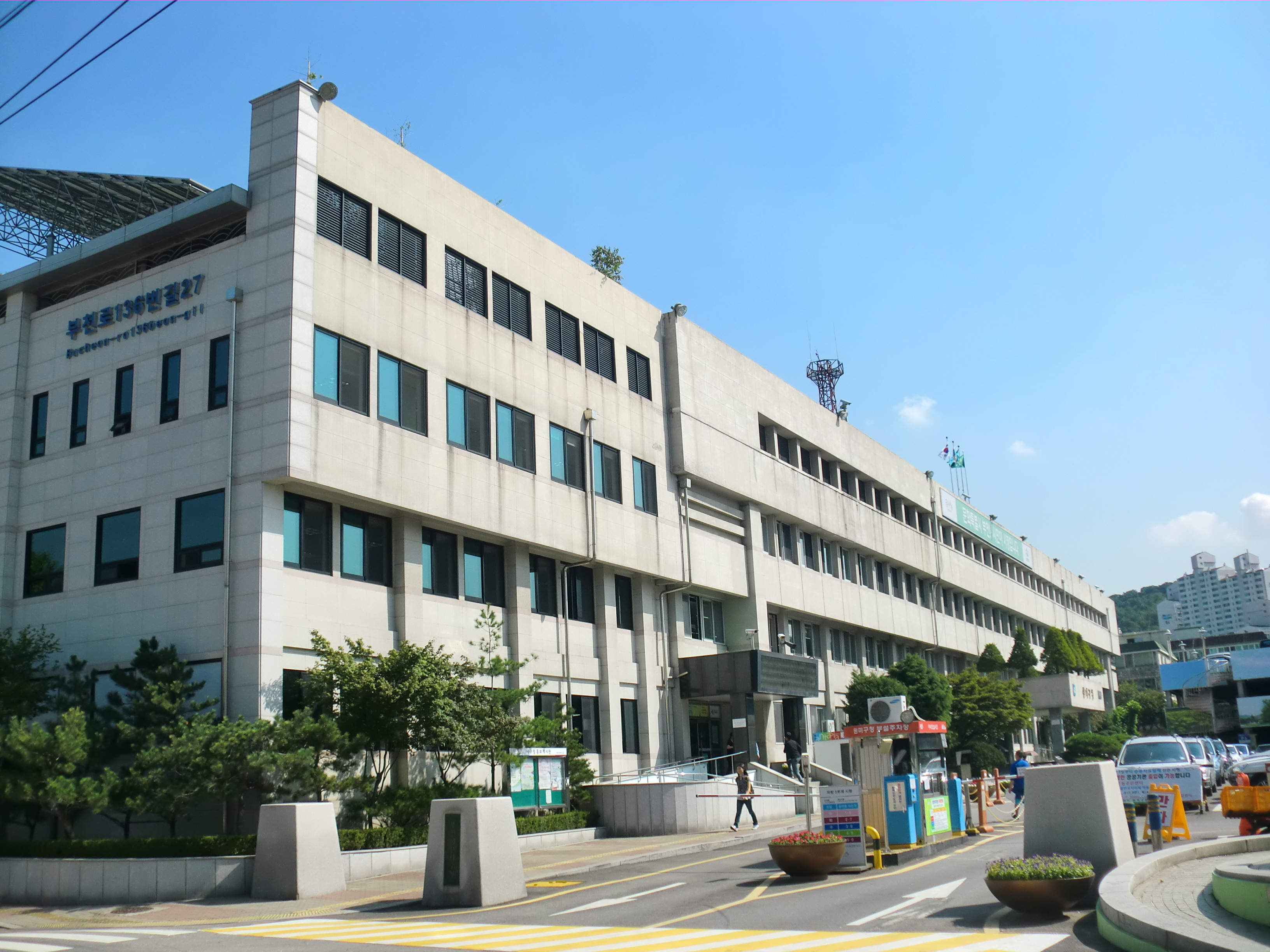
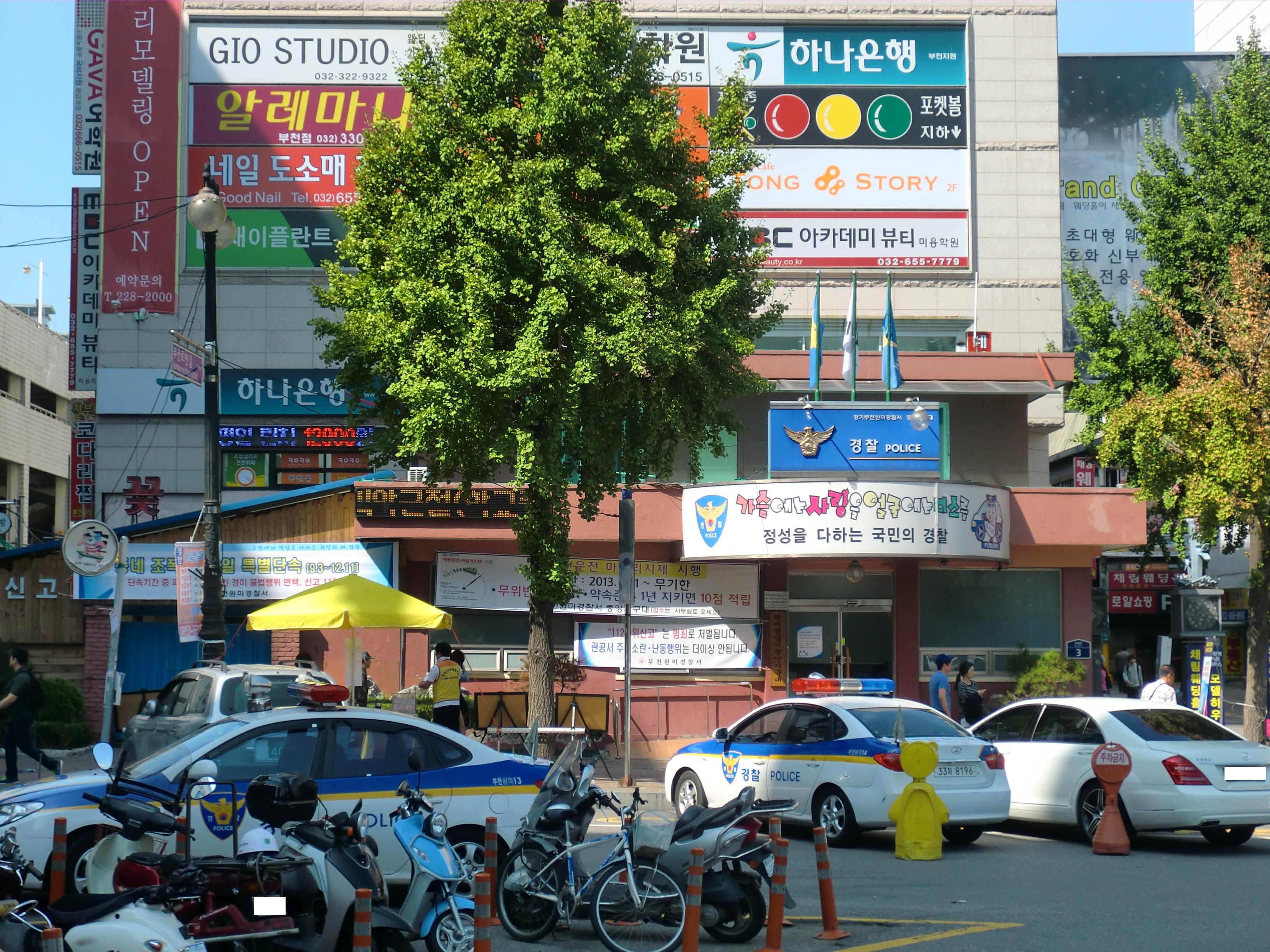
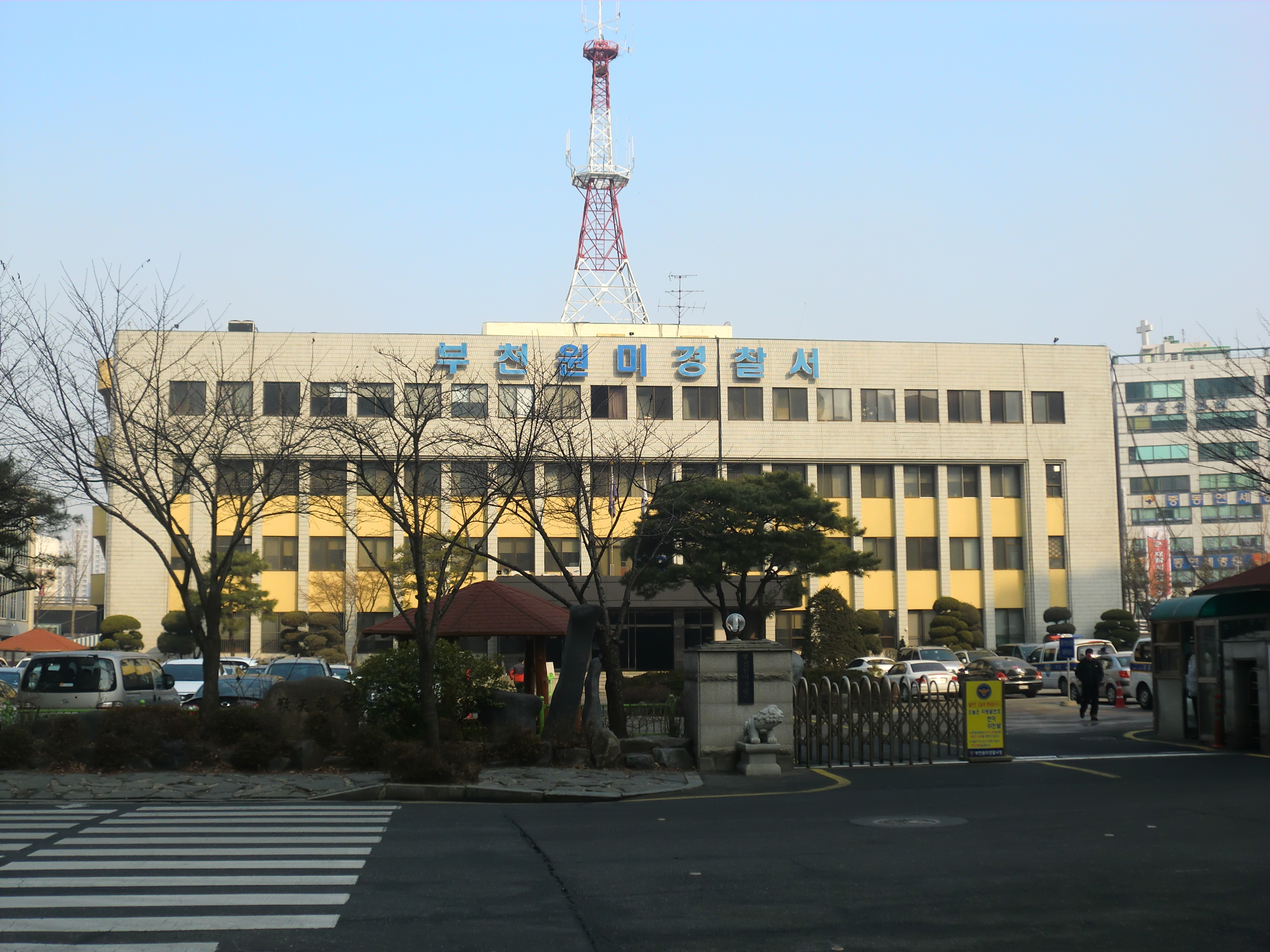

## Divisiones administrativas
Wonmi-gu se divide en las siguientes dongs.
- Sosa-dong
- Chunui-dong
- Dodang-dong
- Yakdae-dong
- Simgok 1 a 3 Dong
- Wonmi 1 y 2 Dong
- Yeokgok 1 y 2 Dong
- Jung 1 a 4 Dong
- Sang 1-4 Dong